# 1114 (szám)
Az 1114 (római számmal: MCXIV) az 1113 és 1115 között található természetes szám.

## A szám a matematikában
A tízes számrendszerbeli 1114-es a kettes számrendszerben 10001011010, a nyolcas számrendszerben 2132, a tizenhatos számrendszerben 45A alakban írható fel.
Az 1114 páros szám, összetett szám, félprím. Kanonikus alakja 21 · 5571, normálalakban az 1,114 · 103 szorzattal írható fel. Négy osztója van a természetes számok halmazán, ezek növekvő sorrendben: 1, 2, 557 és 1114.
Az 1114 öt szám valódiosztó-összegeként áll elő, ezek közül legkisebb az 1256.

## Csillagászat
- 1114 Lorraine kisbolygó